# فريدريك مادن
السير فريدريك مادن (16 فبراير 1801 - 8 مارس 1873) من علماء الكتابات القديمة الإنجليز.

## سيرة شخصية
ولد في بورتسموث، لوالده ويليام جون مادن (1757-1833)، وهو قبطان في مشاة البحرية الملكية من أصل إيرلندي، وزوجته سارة كارتر (1759-1833). منذ طفولته أظهر ميلا للدراسات اللغوية والأثرية. في عام 1826، كان يعمل في المتحف البريطاني للمساعدة في إعداد فهارس مصنفة للكتب المطبوعة، وفي عام 1828 أصبح مساعد أمين المخطوطات. في عام 1832 م تم انتخابه زميلا للجمعية الملكية. في سن الثانية والثلاثين، أصبح فارسًا،  يلحق باسمه الحرفان KH، وفي عام 1837 م خلف جوشيا فورشال أمينا للمخطوطات. لم تكن علاقته طيبة مع زملائه، وتقاعد في عام 1866 م.
كان مادن رائد عالم الكتابات القديمة في عصره. ومع ذلك، فإن جهله بالألمانية حال دون حصوله على مرتبة عالية في فقه اللغة، على الرغم من أنه اهتم كثيرًا بالأشكال المبكرة للفرنسية والإنجليزية. كانت مساهماته الصغيرة في الأبحاث الأثرية عديدة؛ أشهرها ربما أطروحته حول تهجئة اسم شكسبير، والتي بناها أساسًا على قوة التوقيع الموجود في نسخة جون فلوريو من أعمال مونتين، والتي استنتج منها أن اسم «شكسبير» هو Shakspere بدلا Shakespeare أدى ذلك إلى نقاش طويل كما أدى لأن أصبح هجاء "Shakspere" هو المعيار.
عند وفاته وهب مجلاته وغيرها من الأوراق الخاصة لمكتبة بودلي.

## عائلة
في صيف عام 1837 في مقاطعة إدمونتون  تزوج من إميلي سارة روبنسون (1813-1873). كانت ابنة وليام روبنسون (1777-1848)، وهو محام ومؤرخ توتنهام، وزوجته ماري ريدج (1781-1856)، ابنة مصرفي تشيتشستر وليام ريدج. تشير بعض المصادر إلى أن ويليام روبنسون كان الابن غير الشرعي لآن نيلسون، أخت هوراشيو نيلسون غير المتزوجة 
كان لفريدريك وإميلي ستة أطفال معروفين، أكبرهم فريدريك ويليام مادن (1839-1904)، الذي تزوج من إليزابيث سارة راني (1839-1889) في عام 1860 م وأنجب أربعة أطفال. فريدريك، وهو خبير في كتابة النقود، كان زميلًا لكلية برايتون كوليدج 1874-1888 م ثم كبير أمناء المكتبة العامة في برايتون 1888-1902.

## روابط خارجية
- مؤلفات Frederic Madden في مشروع غوتنبرغ
- Works by or about Frederic Madden
- مجلة السير فريدريك مادن في مكتبة بودليان، أكسفورد [1]

1. ↑  "Journal of Sir Frederic Madden" [en]. مؤرشف من الأصل في 2019-09-27. اطلع عليه بتاريخ 2020-01-19.